# Jabot

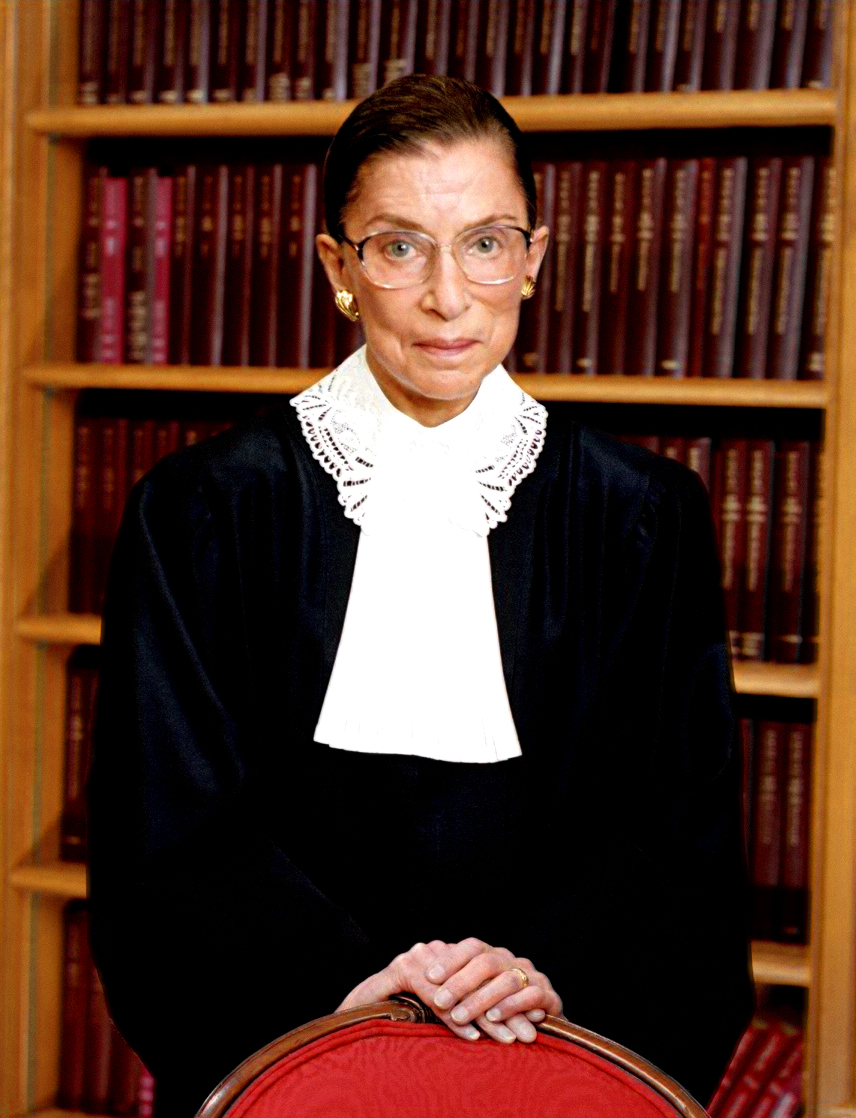
Il giudice della suprema corte Ruth Bader Ginsburg.

Modello di jabot

Lo jabot, o giabò, è un ornamento cucito o semplicemente applicato sul petto di camicie o di bluse, realizzato in pizzo o nello stesso tessuto del capo.
Storicamente nato nell'abbigliamento maschile alla corte di Luigi XIV, re di Francia, lo jabot entrò a far parte della moda femminile nel 1800, come accessorio ornamentale, pur continuando ad apparire sulle camicie eleganti da uomo, prima di essere sostituito dalla cravatta.
Lo jabot sopravvive ai giorni nostri come componente di vari costumi ufficiali, per esempio in quelli della Corte Costituzionale Federale tedesca.